# Distrito electoral de Ashton (condado de Sherman, Nebraska)
Ashton (en inglés: Ashton Precinct) es un distrito electoral ubicado en el condado de Sherman en el estado estadounidense de Nebraska. En el Censo de 2010 tenía una población de 434 habitantes y una densidad poblacional de 1,7 personas por km².

## Geografía
Ashton se encuentra ubicado en las coordenadas 41°17′59″N 98°48′58″O / 41.29972, -98.81611. Según la Oficina del Censo de los Estados Unidos, Ashton tiene una superficie total de 255.64 km², de la cual 249.95 km² corresponden a tierra firme y (2.22%) 5.68 km² es agua.

## Demografía
Según el censo de 2010, había 434 personas residiendo en Ashton. La densidad de población era de 1,7 hab./km². De los 434 habitantes, Ashton estaba compuesto por el 99.31% blancos, el 0.23% eran de otras razas y el 0.46% pertenecían a dos o más razas. Del total de la población el 0.23% eran hispanos o latinos de cualquier raza.